# 孟加拉国标准时间
孟加拉国标准时间为UTC+06:00，相当于东经90度的太阳时。此时间在孟加拉国全境通用。

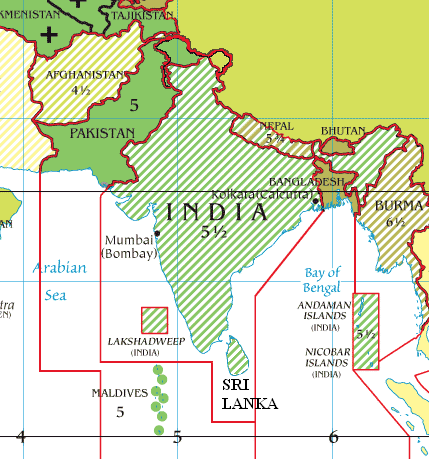
孟加拉国标准时间与其他国家标准时间的关系

## 历史
孟加拉国标准时间曾经为UTC+05:45，但因为这个标准时间不方便使用，难与国际接轨，所以后来改为现今使用的UTC+06:00。

## 外部連結
- 孟加拉國時間 （页面存档备份，存于）